# Alabama Shakes
Alabama Shakes – amerykański zespół rockowy założony w 2009 r. w mieście Athens w stanie Alabama. Grają mieszankę R&B, americany, soulu i southern rocka, a ów styl określa się korzennym blues-rockiem. Dzięki wydanemu w kwietniu 2012 r. debiutanckiemu albumowi Boys & Girls otrzymali nominacje do nagrody Grammy. W 2015 r. ukazała się ich druga płyta studyjna - Sound & Color. Zespół po raz pierwszy wystąpi w Polsce dnia 1 lipca 2015 w ramach festiwalu Open'er w Gdyni. Ich piosenka „Always Alright” ukazała się na ścieżce dźwiękowej do filmu Poradnik pozytywnego myślenia.

## Muzycy
- Brittany Howard - główny wokal, gitara
- Zac Cockrell – gitara basowa
- Heath Fogg – gitara, chórki
- Steve Johnson – instrumenty perkusyjne, chórki

## Dyskografia
Albumy
- 2015: Sound & Color
- 2012: Boys & Girls

EP
- 2012: Heavy Chevy
- 2011: Alabama Shakes

Single
- 2015: „Gimme All Your Love”, „Don't Wanna Fight”
- 2013: „Hang Loose"
- 2012: „I Ain't the Same”, „You Ain't Alone”, „Hold On”